# Райт, Иан (гребец)
Иан Эндрю Райт (англ. Ian Andrew Wright; род. 9 декабря 1961, Уонгануи, Манавату-Уангануи) — новозеландский гребец, выступавший за сборную Новой Зеландии по академической гребле в период 1986—1996 годов. Бронзовый призёр летних Олимпийских игр в Сеуле, бронзовый призёр чемпионата мира, обладатель серебряной и бронзовой медалей Игр Содружества, многократный чемпион страны в двойках распашных,четвёрках парных, четвёрках без рулевого, восьмёрках. Также известен как тренер по академической гребле, в разное время возглавлял национальные сборные Швейцарии и Австралии.

## Биография
Иан Райт родился 9 декабря 1961 года в городе Уонгануи, Новая Зеландия.
Занимался академической греблей в Гамильтоне, проходил подготовку в местном одноимённом клубе Hamilton RC под руководством тренера Гарри Махоуна.
Первого серьёзного успеха на взрослом международном уровне добился в сезоне 1986 года, когда вошёл в основной состав новозеландской национальной сборной и побывал на Играх Содружества в Эдинбурге, откуда привёз награды серебряного и бронзового достоинства, выигранные в распашных безрульных двойках и рулевых восьмёрках соответственно. Также в этом сезоне выступил на чемпионате мира в Ноттингеме, где в восьмёрках стал седьмым.
В 1987 году на мировом первенстве в Копенгагене занял в восьмёрках восьмое место.
Благодаря череде удачных выступлений удостоился права защищать честь страны на летних Олимпийских играх 1988 года в Сеуле. В составе распашного четырёхместного экипажа, куда также вошли гребцы Крис Уайт, Грег Джонстон, Джордж Кейс и рулевой Эндрю Бёрд, в финале финишировал третьим позади команд из Восточной Германии и Румынии — тем самым завоевал бронзовую олимпийскую медаль.
После сеульской Олимпиады Райт остался в составе гребной команды Новой Зеландии на ещё один олимпийский цикл и продолжил принимать участие в крупнейших международных регатах. Так, в 1989 году на чемпионате мира в Бледе он стал бронзовым призёром в распашных безрульных четвёрках, уступив на финише только экипажам из ГДР и США.
В 1990 году на мировом первенстве в Тасмании финишировал пятым в безрульных четвёрках.
На чемпионате мира 1991 года в Вене показал шестой результат в восьмёрках.
Находясь в числе лидеров новозеландской национальной сборной, благополучно прошёл отбор на Олимпийские игры 1992 года в Барселоне. На сей раз в зачёте рулевых четвёрок сумел квалифицироваться лишь в утешительный финал В и расположился в итоговом протоколе соревнований на 11 строке.
В 1996 году участвовал в Олимпийских играх в Атланте. Здесь стартовал в безрульных четвёрках и занял итоговое 13 место.
Впоследствии проявил себя на тренерском поприще. Долгое время работал тренером в различных новозеландских старших школах, затем в период 2005—2009 годов возглавлял гребную команду Мельбурнского университета, работал в мужской сборной Новой Зеландии с экипажами-восьмёрками. Занимал должность главного тренера в национальных сборных Швейцарии и Австралии, с которыми добился больших успехов на международном уровне.